# Rifugio Nacamuli al col Collon
Il rifugio Nacamuli al col Collon si trova in Valpelline, valle laterale della Valle d'Aosta a 2818 m s.l.m.

## Storia

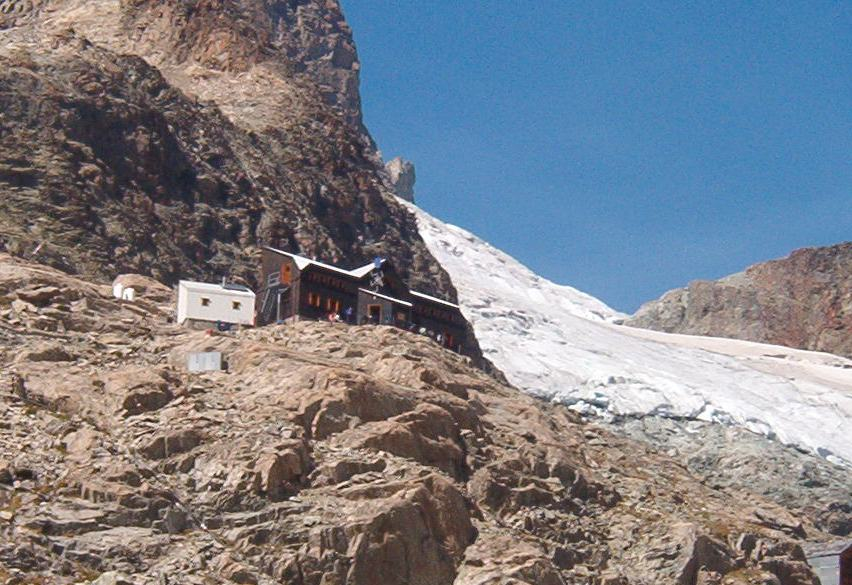
Altra visuale del rifugio.

È intitolato ad Alessandro Nacamuli, alpinista del CAI di Torino. Il rifugio è stato costruito dapprima nel 1928 e denominato semplicemente col Collon. Nel 1994 è stato interamente ricostruito pochi metri più in alto ed è stato dedicato ad Alessandro Nacamuli.

## Caratteristiche e informazioni
Si trova appena sotto il Colle Collon che congiunge la Valpelline con il Vallese (Svizzera). Questo colle anticamente era molto frequentato per il contrabbando.

## Accesso
Si percorre la Valpelline e si lascia la macchina presso il lago formato dalla diga artificiale di Place Moulin (1980 m). Si costeggia per poco il lago artificiale e poi lo si abbandona per inoltrarsi nella Comba d'Oren, il vallone che si trova sulla destra. Percorso il vallone, si supera un salto di roccia attraverso un sentiero attrezzato e si giunge facilmente al rifugio.

## Ascensioni
- Punta Kurz 3.496 m
- Becca d'Oren 3.532 m
- Évêque 3.716 m
- Monte Brulé 3.538 m
- Becca Vannetta 3.361 m

## Traversate
- Rifugio Aosta - 2.788 m
- Cabane des Vignettes - 3.160 m
- Cabane de Bertol - 3.111 m
- Refuge des Bouquetins - 2.980 m

Il rifugio si trova lungo il percorso escursionistico del Tour del Cervino.